# Saccharomyces globulus
Saccharomyces globulus is een soort uit het geslacht Saccharomyces. Het wordt gebruikt bij het maken van Lambiek.